# アスリート達の涙
アスリート達の涙（あすりーとたちのなみだ）とはテレビ東京系列で2006年から年末に放送されているスポーツドキュメント特別番組である。

## 番組内容
今年のスポーツシーンを彩った様々な出来事をピックアップ。そのアスリートは、なぜ流涙したのか？真剣勝負の世界に生きるアスリートたちの知られざる真実を舞台裏や実際の競技映像、再現映像などを交え放送。

## 放送日
| 回数  | 放送日         |
| ----- | -------------- |
| 第1回 | 2006年12月27日 |
| 第2回 | 2007年12月27日 |
| 第3回 | 2008年12月24日 |

## スタッフ
- TD：前進
- CAM：小谷文人
- LD：水野暁夫
- MIX：斉藤孝行
- VE：細井昭宏
- 撮影：志村孝幸
- 音声：前原一文
- 音効：金沢裕一
- CG：山口大樹（キャニットG）
- 美術：小堺健司
- 編成：川口尚宏
- 番宣：横川秀樹
- AD：申東珠
- ディレクター：加藤正明、河野乃輔、高橋淳、新貝元章
- 演出：大竹暁
- プロデューサー：柳澤健一郎、栄永英幸
- 制作協力：passion
- 製作著作：テレビ東京